# Säffle kanal

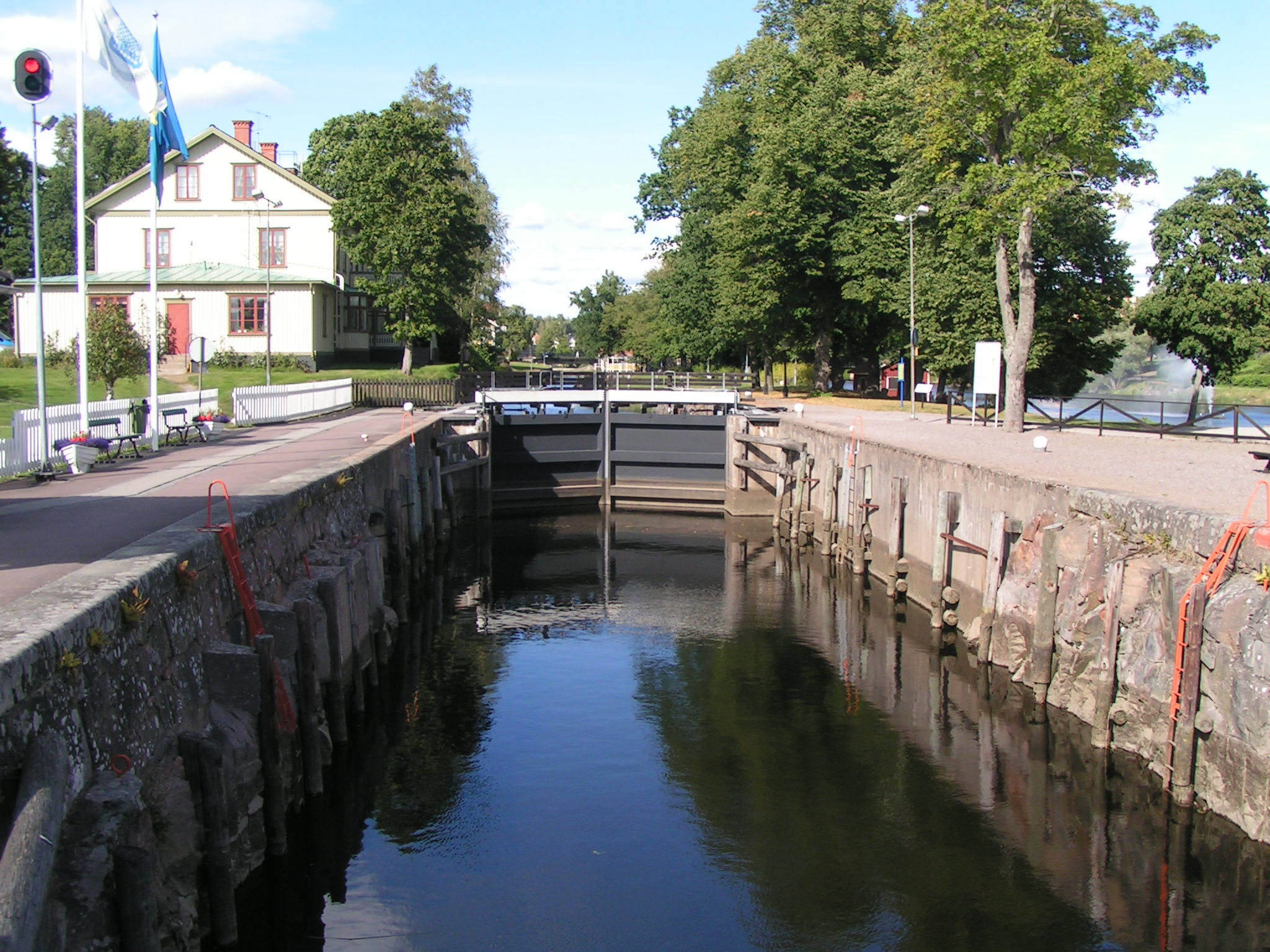
Den enda slussen i Säffle kanal. Huset till vänster inrymmer kanalkontoret.

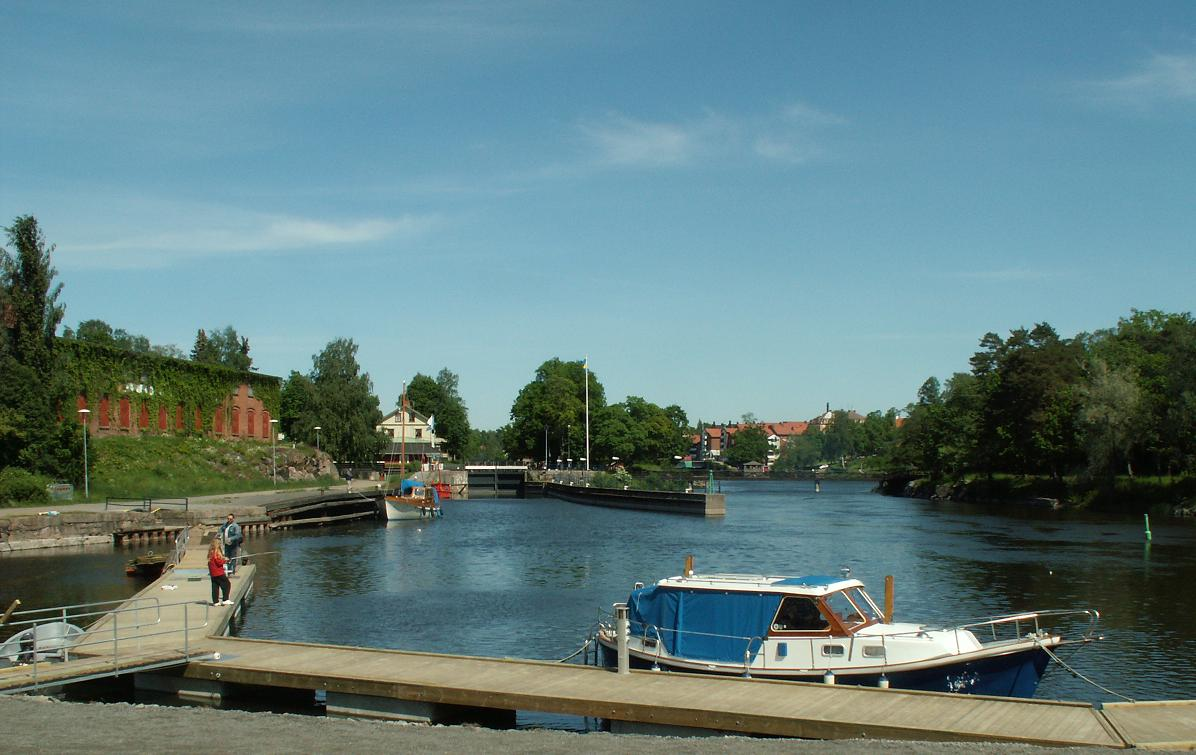
Vy över kanalens södra inlopp

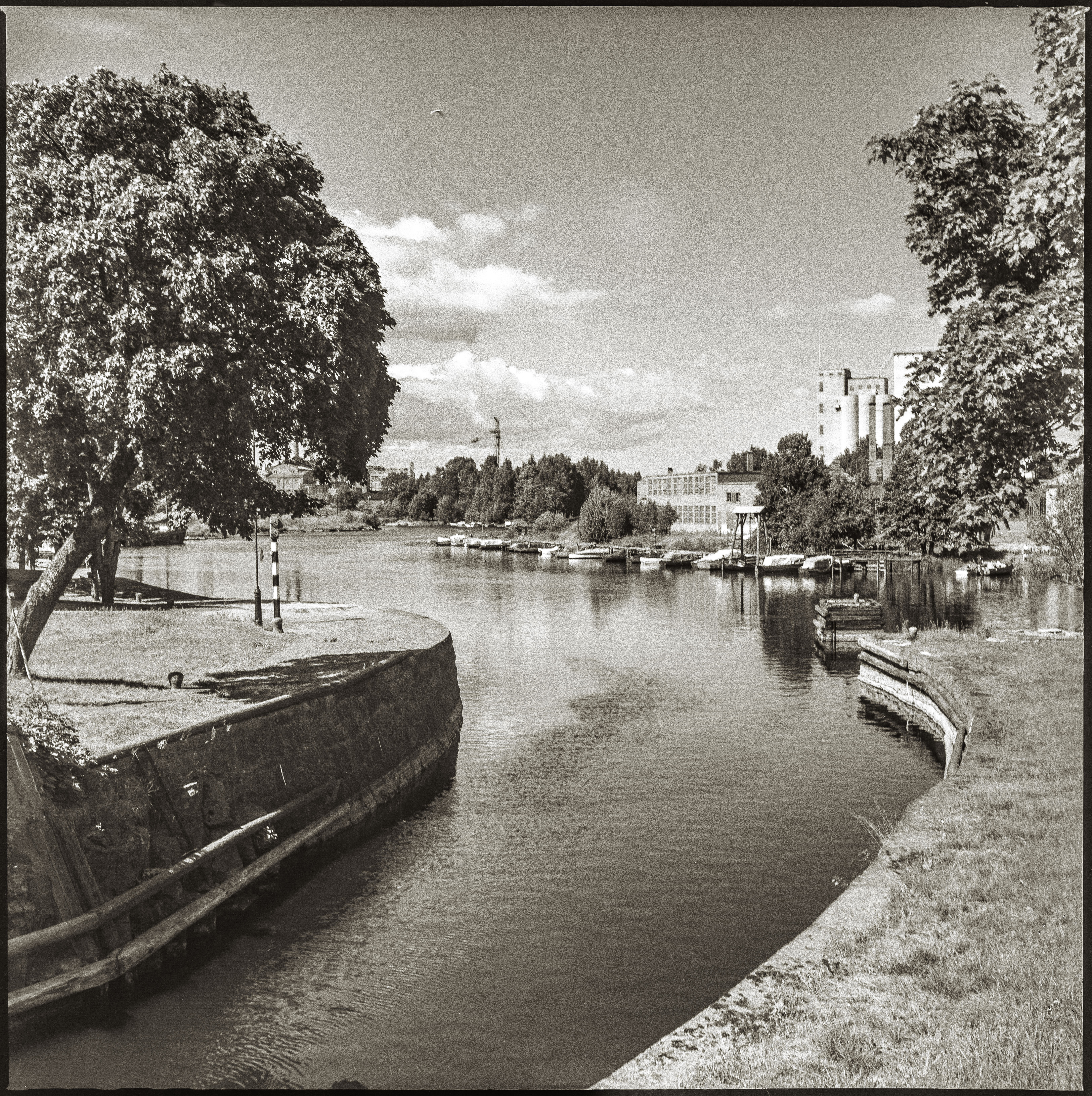
Vy från kanalbron i Säffle norrut över kanalen och Byälven. Bilden tagen 24 juli 1954.

Säffle kanal är en kanal i Sverige mellan Vänern och Glafsfjorden. Kanalen är cirka 41 nautiska mil (cirka 75 km) och byggdes 1835-37, delvis efter ritningar av Baltzar von Platen. Den invigdes 11 oktober 1837 av kung Karl XIV Johan. Nivåskillnaden är en meter, varför det räcker med den enda slussen i Säffle. Kanalens tillkomst främjade Arvikas och Säffles utveckling och befolkningstillväxt. 
År 1939 var ett rekordår för Säffle kanal med närmare 290 000 ton fraktgods genom slussen i Säffle. Därefter har järnvägs- och landsvägstransporter efter hand utkonkurrerat godstrafiken på kanalen. Från 1960-talet har nyttotrafiken ersatts av turisttrafik.
Seglationssäsongen är juni — augusti.
Max tillåten fartygsstorlek är:
- Längd 42 m
- Bredd 7,5 m
- Djupgående 3 m
- Segelfri höjd 16 m.

Fartbegränsning 6 knop.
Hamnar finns vid Arvika, Högsäter, Nysäter och Säffle. 
Sex broar korsar kanalen. De ligger i Säffle (gatubron, E45-bron och järnvägsbron, alla öppningsbara), Nysäter (E18, fast bro och en mindre öppningsbar bro) och väg 175 över Glafsfjorden (fast).
1991 kostade enbart slussning eller broöppning 75 kr; både slussning och broöppning 125 kr.
Kanalen lyder under Trollhätte kanalverk.